# Fekrābād
Fekrābād (persiska: فکر آباد) är en ort i Iran.   Den ligger i provinsen Kerman, i den sydöstra delen av landet, 900 km sydost om huvudstaden Teheran. Fekrābād ligger 2 525 meter över havet och antalet invånare är 112.
Terrängen runt Fekrābād är lite bergig. Runt Fekrābād är det glesbefolkat, med 17 invånare per kvadratkilometer. Närmaste större samhälle är Khūkestān, 18,4 km väster om Fekrābād. Trakten runt Fekrābād består i huvudsak av gräsmarker.